# Versatz (Bergbau)
Als Versatz wird im Bergbau Material zum Ausfüllen untertägiger Hohlräume bezeichnet. Das Einbringen dieser Materialien wird versetzen genannt.

## Notwendigkeit
Versatz dient in erster Linie der Stabilisierung des Hangenden. Beim Abbau sedimentärer Bodenschätze (z. B. von Steinkohlenflözen) kommt es durch Absenkung des Hangenden im Alten Mann grundsätzlich zu Absenkungen an der Tagesoberfläche. Aus unterschiedlichen Gründen (Bebauung, Gewässer etc.) kann es notwendig sein, diese Senkungen zu minimieren. Je nach verwendeter Versatztechnologie ist es möglich, die Senkungen bis auf ca. 10–15 % zu verringern. Ein weiterer Grund, Versatz einzubringen, ergibt sich mitunter aus der Geologie der Lagerstätte, wenn z. B. durch Bruchbau Vorratsverluste eintreten würden, weil andere Lagerstättenteile dann gebirgsmechanisch nicht mehr beherrscht werden würden. Ein dritter Grund für das Einbringen von Versatz ist schließlich gegeben, wenn beim Abbau ein hoher Bergeanteil anfällt, der aus Kostengründen oder mangels Haldensturzkapazität unter Tage verbleiben muss. Diese Versatzart wird Eigenversatz genannt und kommt hauptsächlich im Gangerzbergbau (Firstenstoßbau) zur Anwendung. Bleiben die Abbauhohlräume ohne Versatz, sondern werden durch Zubruchbringen der Dachschichten ausgefüllt, spricht man von Bruchbau.
Eine relativ junge Versatzart ist das Verfüllen ausgebeuteter Untertage-Bergwerke mit bergbaufremden Sonderabfällen. Diese ist technologisch nicht notwendig, sondern dient hauptsächlich der Entsorgung. Stillgelegte Bergwerke, die nur noch zur Abfallentsorgung dienen, werden mitunter als Versatzbergwerk oder Untertagedeponie bezeichnet.

## Versatzarten

### Vollversatz/Teilversatz

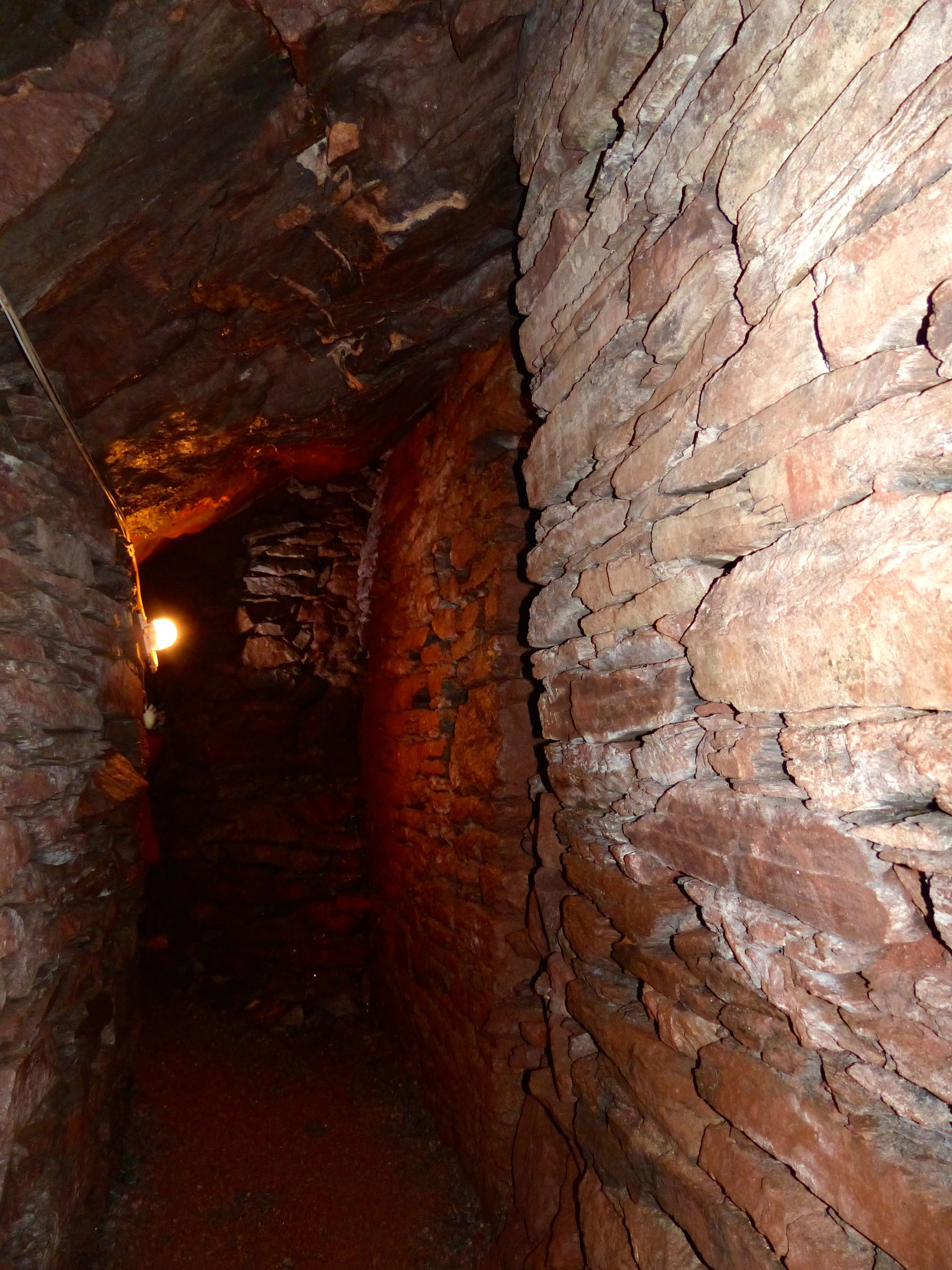
Versatzmauer im Eisenerzbergbau, Grube Eisenberg (Philippstollen)

Wird der gesamte Hohlraum versetzt, so spricht man von Vollversatz; werden nur Teile ausgefüllt, von Teilversatz. Bei Teilversatz werden entweder (beim Kammer-Pfeiler-Bau mit Versatz) nur die Kammern voll versetzt und die danach gewonnenen Pfeiler unversetzt belassen, oder aber der Versatz wird – beispielsweise beim Strebbau – nicht in voller Höhe eingebracht.

### Füllungsgrad η
Der Füllungsgrad {\displaystyle \eta } ist definiert als das Verhältnis der Volumina des eingebrachten Versatzmaterials zum ursprünglichen Hohlraum.
{\displaystyle \eta _{\text{VERS}}={\dfrac {V_{\text{VERS}}}{V_{\text{HOHLR}}}}\cdot 100\,\%}

### Handversatz
Handversatz ist die älteste Versatzart. Beim Abbau von Erzgängen, der schwebend geführt (d. h. von unten nach oben) wird, fallen meistens genügend Berge als Eigenversatz an. Ist dies nicht der Fall, muss Versatzmaterial entweder aus anderen Abbauen oder von über Tage zugeführt werden. Dies ist insbesondere dann der Fall, wenn der Gang sehr mächtig ist und vollständig gewonnen wird. Gelegentlich werden Bergemühlen zur Versatzgewinnung aufgefahren, meist wenn der Eigenversatz aufgrund schwankender Mächtigkeit vorübergehend nicht ausreicht. Am Rammelsberg wurde zur Versatzgewinnung über Tage der Kommunion-Steinbruch, die sogenannte Schiefermühle, eingerichtet. Während die Versatzeinbringung in den vorgenannten steilstehenden Lagerstätten naturgemäß einfach ist, da die Berge durch die Schwerkraft von selbst fast an die gewünschte Stelle gelangen und nur gelegentlich planiert werden muss. Soweit nicht der Versatz selbst als Arbeitsbühne dient, muss beim Versetzen flach gelagerter Abbaue sehr viel Handarbeit geleistet werden. Werden die Berge eingeschaufelt, so ergibt sich ein Füllungsgrad von ca. 40–50 %, werden sie in der Art einer Trockenmauer eingebracht, erreicht der Füllungsgrad bis zu 70 %.

### Blindortversatz
Der Blindortversatz ist eine Versatzmethode des Steinkohlenbergbaues, die in flacheinfallenden, bis maximal 2 m mächtigen Flözen angewandt wurde. Der Blindortversatz wurde hauptsächlich beim streichenden Strebbau mit schwebendem oder streichendem Verhieb angewendet.

#### Methode
Im bereits ausgekohlten Raum des Strebes werden Blindörter nachgeführt. Der Abstand zwischen den Blindorten richtet sich nach der benötigten Versatzmenge und beträgt zwischen 5 und 8 Metern. Der Blindortquerschnitt wird den Gebirgsverhältnissen angepasst und übersteigt kaum 8 m². Die Firste der Blindörter wird, meist durch Bohren und Schießen, nachgerissen. Die dabei anfallenden Berge werden links und rechts der Blindorte zu Versatzmauer oder -pfeilern aufgeschüttet oder -gestapelt.

#### Vor- und Nachteile
Vorteilig ist die Möglichkeit, ohne Fremdberge auszukommen und dementsprechend keine Sturzstellen, Bergetransport und Ähnliches zu benötigen. Die Abbaugeschwindigkeit des Strebes hängt nur vom Nachführen der Blindorte ab und nicht von der Leistungsfähigkeit des Bergetransports zum Abbau.
Nachteilig sind die schwierige Wetterführung, da der ausgekohlte Streb nicht vollständig versetzt wird, wodurch viele Schleichwetter entstehen. Das beeinträchtigt die Frischwetterzufuhr für die Strebmannschaft und verschlechtert deren Arbeitsbedingungen. Außerdem sind die Blindörter eine große Gefahrenquelle, da sich unter deren Firste häufig Schlagwetteransammlungen bilden. Weiterhin gab es häufig Grubenbrände durch Selbstentzündung nicht vollständig abgebauter Restkohle in den Blindörtern, die, wenn sie schon nicht einen großen Grubenbrand verursachten, doch schwierig zu bekämpfen waren und durch ihre CO- und CO2-Ausgasungen die Belegschaft gefährdeten.
Der Blindortversatz lässt sich nur in teilmechanisierten, das heißt Streben, in denen die Kohlegewinnung mit dem Abbauhammer erfolgt, sinnvoll einsetzen. In heutigen, vollmechanisierten Abbauen lässt sich diese Versatzmethode nicht mehr bzw. nur unter hohen Kosten anwenden. Diese Strebe werden in der Regel als Bruchbau geführt. Ein zweiter, vielleicht noch wichtigerer Grund für die Nichtanwendung des Blindortversatzes ist die oben angesprochene hohe Gefährdung. 1956 wurde nur noch 4 % der westdeutschen Steinkohlenförderung aus Abbauen mit Blindortversatz erbracht.

### Blasversatz

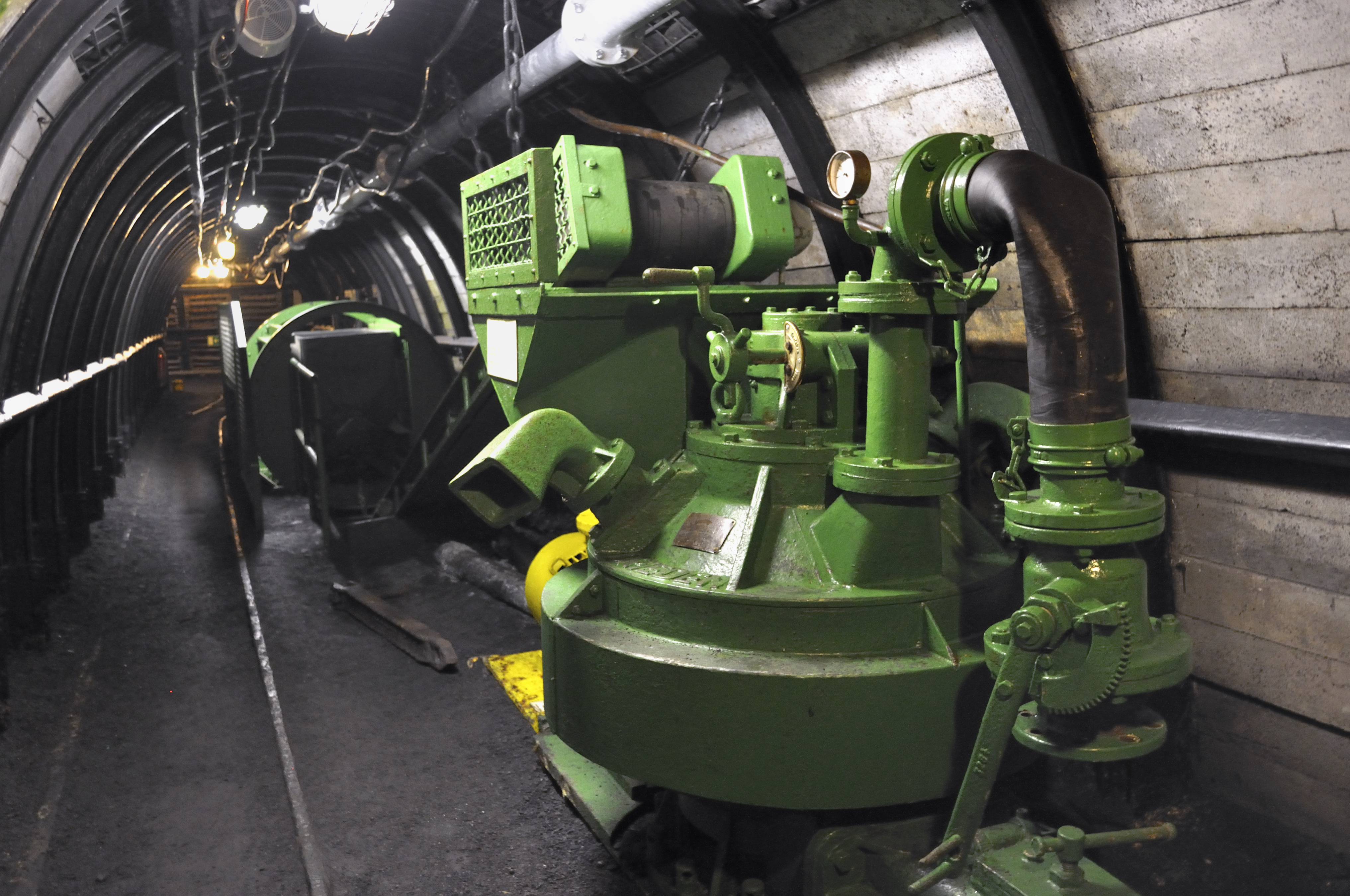
Zellenrad-Blasversatzmaschine im Bergbaumuseum Bochum

Blasversatz wurde in Deutschland 1924 zuerst bei der Gewerkschaft Deutschland eingesetzt. Er wird so genannt, weil die Berge mittels Druckluft nach dem Injektor-Prinzip in die Abbauhohlräume geblasen werden. Der Luftstrom dient hier als Trägermedium. Aus diesem Grund ist diese Methode besonders für rolliges Gut mittlerer Korngröße geeignet. Stücke über 65 mm Korngröße und/oder scharfkantige Stücke sind nicht geeignet, da sie ein schlechtes Oberflächen-/Gewichtsverhältnis haben, was die Mitnahme im Luftstrom erschwert. Um die Berge mit dem Luftstrom zu vermengen, werden Blasversatzmaschinen eingesetzt, die die Aufgabe haben, das Versatzgut unter Vermeidung von Druckluftverlusten zu dosieren. Es gibt zwei Grundprinzipien: die Kammerbauart und die Zellenradbauart. Erstere eignet sich besonders für die Aufstellung in Rolllöchern oder Blindschächten; ist der luftdicht abgeschlossene Bunker geleert, so muss die Versatzarbeit unterbrochen werden, um den Bunker wieder zu füllen. Eine kontinuierliche Versatzarbeit ermöglicht die Zellenradmaschine, bei der sich ein in der Regel sechskammeriges Zellenrad um seine horizontale Achse dreht, wobei in die obere Kammer jeweils das Versatzgut aufgegeben wird und aus der unteren Kammer in die Versatzleitung gelangt, sodass ein im Wesentlichen gleichmäßiger Versatzstrom erzielt wird.
Blasversatz wurde früher in allen Bergbauzweigen eingesetzt, er ist aber prinzipbedingt sehr teuer, da Druckluft der teuerste Energieträger unter Tage ist. Aus diesem Grund wird Blasversatz heute nur noch dort eingesetzt, wo Spülversatz nicht anwendbar ist, z. B. im Salzbergbau.
Der erreichbare Füllungsgrad liegt bei etwa 60–70 % in flacher Lagerung.

### Spülversatz
Spülversatz ist eine Versatzmethode, mit der bei guten Voraussetzungen Füllungsgrade bis zu 90 % erzielt werden können. Das Spülgut ist in der Regel feinkörnig, typischerweise Sand oder Kiessand. Seltener werden Berge verwendet.

#### Einbringen von Spülversatz
Das Versatzgut wird über Tage mit Wasser gemischt und den zu versetzenden Abbauen über Rohrleitungen zugeführt. Die Abbaue müssen zuvor mit Versatz- bzw. Drainagedämmen und Versatzleinwand gegen die übrigen Grubenbaue verschlagen werden und für das Entleeren der Versatzleitung ist ein Abfahrort vorzusehen. Weiterhin muss das aus dem Abbau drainierende Wasser gefasst und – evtl. über eine Vorklärung – der Wasserhaltung zugeführt werden. Ist der Abbau bzw. der Versatzabschnitt vollgespült, so wird die Leitung abgefahren. Nachdem das im Spülgut enthaltene Wasser abdrainiert ist, ergibt sich eine Volumenminderung von ca. 10–20 %. Der dadurch entstehende Resthohlraum bleibt entweder offen oder wird – wenn gebirgsmechanisch erforderlich – nachverfüllt.

##### Selbsterhärtender Versatz
Selbsterhärtender Versatz ist eine Unterform des Spülversatzes. Dem Sand-/Wassergemisch wird ein Bindemittel zugegeben. Dies kann Zement sein; aus Kostengründen wird häufig Stein- oder Braunkohlenfilterasche (Kraftwerksasche) verwendet. Es entsteht eine Art Magerbeton. Selbsterhärtender Versatz ist von allen Versatzarten die teuerste Variante und wird dort angewandt, wo ein restloser Abbau der Lagerstätte gewünscht ist. In Deutschland war dies vor allem im Uranbergbau der SDAG Wismut der Fall. Der selbsterhärtende Versatz wurde hier zum einen im thüringischen Revier um Ronneburg, zum anderen im Bergbaubetrieb Königstein eingesetzt. Das in Thüringen eingesetzte Abbauverfahren war der Teilsohlenbau mit Versatz (TmV). Hier wurden unregelmäßig geformte Erzlinsen von oben nach unten in Scheiben abgebaut. Die abgebaute Teilsohle wurde versetzt, danach wurde der Versatz unterfahren und als künstliches Dach genutzt, da er bessere und vor allem definierte gebirgsmechanische Eigenschaften als das eigentliche Hangende besaß. In Königstein wurde das Verfahren Kammerpfeilerbau mit Versatz angewendet. Dabei werden von den Vorrichtungsstrecken aus zunächst parallele Orte (die Kammern) entweder steigend oder fallend aufgefahren. Anschließend werden die Orte versetzt und danach die zwischen diesen stehengebliebenen Pfeiler gewonnen. Hier dient der Versatz als Stoß und Auflage für das Hangende. Die Pfeiler wurden auch versetzt oder nur hermetisiert, um die Radonbelastung in Grenzen zu halten.
Selbsterhärtender Versatz wird auch bei der Sanierung und Verwahrung von Grubenbauen eingesetzt, bei denen eine Wasserdurchlässigkeit aus verschiedenen Gründen nicht gewünscht ist. Bei der Verwahrung von Schächten kann dadurch auch ein Nachsacken der Versatzsäule und ein dadurch eventuell entstehender Tagesbruch ausgeschlossen werden.
Weiterhin wird selbsterhärtender Versatz bundesweit bei der Sicherung und Verwahrung von Altbergbau eingesetzt.

### Schleuderversatz

Schleuderversatzmaschine

Das Versatzgut wird per Förderband zum Versatzort gefördert und dort mit einem schnell laufenden Schleuderband (rd. 10–15 m/s), das im Winkel von 90° zum Förderband läuft, in den zu füllenden Raum geschleudert. Die Schleuderversatzmaschine ist auf Schienen verfahrbar, die auf das Bandtragegerüst montiert sind. Füllungsgrad rund 60–70 %, Versatzmenge rd. 130–150 m³/h, die Beschaffenheit des Versatzmaterials (Stückgröße) ist relativ egal, sollte aber wegen der Staubentwicklung nicht zu feinkörnig sein. Der Einsatz von Schleuderversatz ist allerdings durch Einfallen, Mächtigkeit und Feldbreite beschränkt, weiterhin ist es nachteilig, dass das Förderband nur für das Versatzmaterial, aber nicht gleichzeitig für den Kohlen-/Erztransport genutzt werden kann, wie es z. B. beim Blasversatz durch die separate Förderleitung der Fall ist.

## Versatz mit bergbaufremden Abfällen
Bergbaufremde Abfälle werden in Untertagedeponien oder Versatzbergwerken als Versatzmaterial genutzt.
Insbesondere in ehemaligen deutschen Salzbergwerken und Salzkavernen werden wegen dort fehlendem Grundwassereinfluss häufig Sonderabfälle eingelagert, die wegen ihrer starken Giftigkeit und umweltgefährdenden Eigenschaften nicht auf einer oberirdischen Sondermülldeponie eingelagert werden dürfen. Grundsätzlich handelt es sich bei einem tiefengeologischen Endlager für „abgebrannten“ Brennstoff aus Kernkraftwerken um eine Unterkategorie der Untertagedeponie bzw. des Versatzbergwerkes – unabhängig davon, ob ein unterirdischer Hohlraum einst zur Gewinnung von Rohstoffen diente, oder explizit zum Zwecke der Einlagerung von Abfällen gleich welcher Art geschaffen wurde.

### Grundlagen
Die Versatzstoffe werden, je nach Eigenschaft, entweder in Fässern oder auch in Bigbags (mechanischer Versatz) verpackt, kontrolliert gelagert. Flüssige Abfälle werden mittels hydraulischem Versatz (auch Spülversatz genannt) eingebracht. Hierbei werden die Abfälle mit Grubenlauge gemischt und über eigene Rohrsysteme in die Hohlräume eingeleitet. Des Weiteren wird der Schüttgutversatz angewandt. Eine weitere Anwendungsmöglichkeit zur Füllung in Salzlagerstätten ist die Anlage von Erdöl-Vorratskavernen. Hierzu werden jedoch in der Regel nicht ehemalige Bergwerke, sondern eigens ausgespülte Salzkavernen eingesetzt.
Der Bergversatz von Sonderabfällen in Salzbergwerken ist innerhalb der EU als Verwertungsverfahren R5 gemäß Anhang II der Richtlinie 2008/98/EG vom 19. November 2008 anerkannt und wird momentan (Stand 2009) nur in Deutschland praktiziert. Sicherzustellen ist, dass gefährliche Abfälle auf lange Zeiträume von der Biosphäre ferngehalten werden. Hierbei sind sowohl tektonische Vorgänge als auch der Eintritt von Grubenwasser oder – im schlimmsten Fall – der Kontakt mit oberflächennahen Grundwasser zu berücksichtigen und gegebenenfalls zu verhindern. Die chemisch-physikalischen Eigenschaften des eingelagerten Materials spielen dabei eine bedeutende Rolle. Da man möglichen technischen Entwicklungen, die in Zukunft Substanzen, die heute als „gefährlicher Abfall“ gelten, zu wertvollen Sekundärrohstoffen machen könnten nicht unnötig im Wege stehen will, sind Untertagedeponien zumeist auf Rückholbarkeit wenigstens für einige Jahrzehnte ausgelegt. Hierbei besteht jedoch ein Konflikt zwischen der oben erwähnten Erwägung und den laufenden Kosten, die eine rückholbare Deponie im Vergleich zu einer „auf ewig“ versiegelten Endlagerung mit sich bringt.

### Beispiele (Auswahl)
Es wird unterschieden in Untertagedeponien (Entsorgung), Versatzbergwerke (Verwertung) bzw. Entsorgungsbergwerke. Dient der Versatz einem wirtschaftlichen Zweck, z. B. der Einsturzsicherung mittels luftfreier Verfüllung, gilt er rechtlich nicht als Abfallbeseitigung, sondern als Abfallverwertung. Die Verbringung von „Abfall zur Verwertung“ ist für denjenigen, der ihn loswerden will, deutlich billiger, als ein „Abfall zur Entsorgung“.

#### Untertagedeponien
- UTD Herfa-Neurode (Hessen), die weltweit größte Untertage-Sondermülldeponie
- UTD Heilbronn im Bergwerk Heilbronn der Südwestdeutschen Salzwerke (Baden-Württemberg)
- UTD Zielitz (Sachsen-Anhalt)
- UTD Sondershausen (Thüringen)
- UTD Niederrhein
- UTD Niedersachsen

#### Versatzbergwerke
Deutsche Versatzbergwerke sind
- Grube Teutschenthal (Sachsen-Anhalt)
- Gersheim (Saarland) Betrieb eingestellt
- Wohlverwahrt-Nammen (Nordrhein-Westfalen)
- Bleicherode (Thüringen)
- Salzbergwerk Bad Friedrichshall der Südwestdeutschen Salzwerke (Baden-Württemberg)
- Stetten (Baden-Württemberg)
- Hattorf
- Walsum (Nordrhein-Westfalen)
- Glückauf Sondershausen
- Schacht 2 K+S, Unterbreizbach (Thüringen)